# Leo Blech

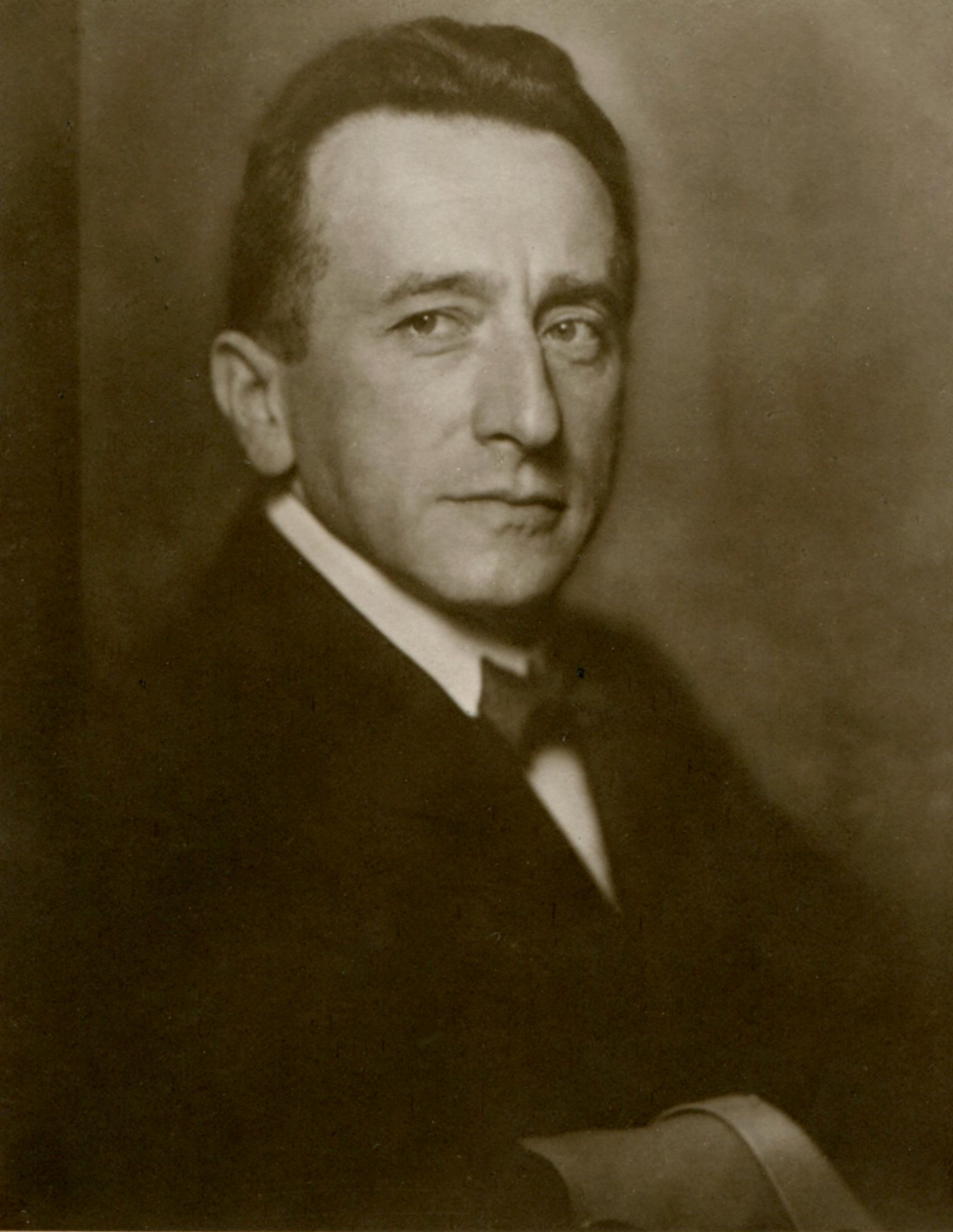
Leo Blech auf einer Fotografie von Nicola Perscheid, Berlin 1910

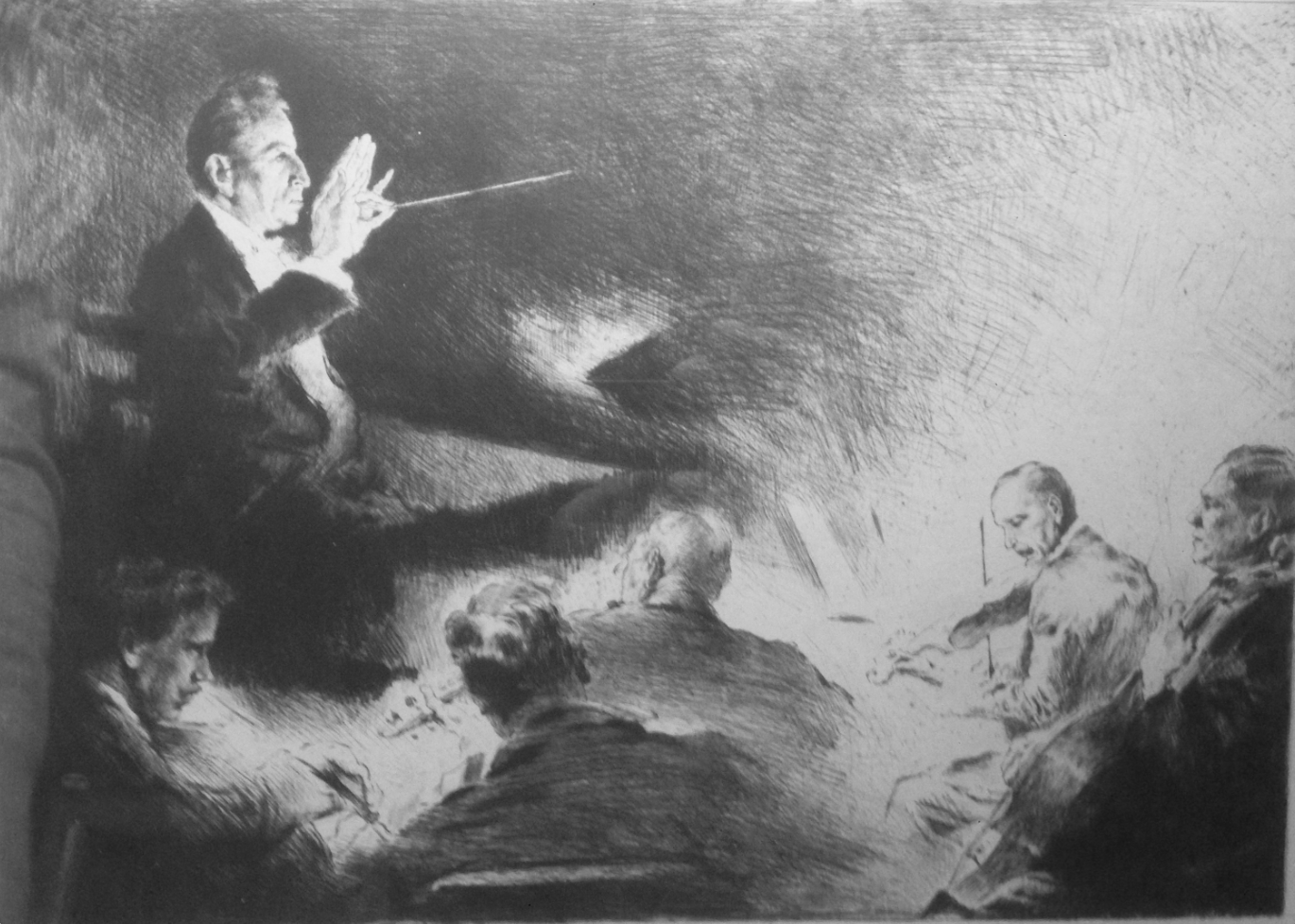
Leo Blech auf einer Radierung von Moritz Coschell, Dortmund 1923

Leo Blech (* 21. April 1871 in Aachen; † 25. August 1958 in Berlin) war ein deutscher Komponist und Dirigent.

## Leben
Leo Blech wuchs in einer jüdischen Familie auf. Seine Eltern waren der Pinsel- und Bürstenfabrikant Jacob Blech, geboren als Jacob Bleeck (1834–1921) und Rosetta Hartog, geborene Roosa Hertog (1836–1914). Obwohl er bereits mit neun Jahren als pianistisches Wunderkind ein Konzert in seiner Vaterstadt gab, machte Blech zunächst, dem Beispiel seiner beiden älteren Brüder folgend, von 1887 bis 1891 eine kaufmännische Ausbildung bei einem Aachener Tuchhändler.
Nachdem der Kölner Konservatoriumsdirektor Franz Wüllner Blechs Kompositionstalent bestätigt hatte, begann er im Oktober 1891 ein Studium an der Hochschule für Musik in Berlin. Sein Klavierspiel vervollkommnete er dort bei Ernst Rudorff, jedoch lehnte ihn sein Kompositionslehrer Woldemar Bargiel als talentlos ab, sodass Blech das Studium nach etwa einem Jahr abbrach.
1892 komponierte er seine erste Oper Aglaja, die im Oktober 1893 erfolgreich am Stadttheater Aachen uraufgeführt wurde; gleichzeitig erhielt Blech dort eine Anstellung als zweiter, später als erster Kapellmeister.
Eine gründliche theoretische Ausbildung erwarb sich Blech schließlich durch private Studien bei Engelbert Humperdinck in den Theaterferien der Jahre 1895 bis 1897 in Frankfurt am Main.
Im September 1899 ging Blech nach Prag, wo er bis 1906 am Deutschen Landestheater als erster Kapellmeister wirkte. Hier leitete er 38 Prager Erstaufführungen, unter anderem am 15. November 1903 die Uraufführung von Eugen d’Alberts Tiefland, am 12. November 1905 dessen Flauto solo und am 26. Dezember 1905 die Uraufführung seiner eigenen Oper Aschenbrödel.
Im September 1906 folgte er einem Ruf an die Berliner Hofoper; im Juni 1913 wurde er zum Generalmusikdirektor auf Lebenszeit ernannt. Aufgrund von Differenzen mit dem Staatsopernintendanten Max von Schillings verließ Blech vorübergehend die Staatsoper und wurde im August 1923 Generalmusikdirektor am Deutschen Opernhaus Charlottenburg. Bereits im April 1924 trat er nach Streitigkeiten mit dem Aufsichtsrat von diesem Posten wieder zurück. Von Oktober bis Dezember 1924 arbeitete er als Dirigent an der Großen Volksoper Berlin und war im Herbst 1925 zusammen mit Hugo Gruder-Guntram Direktor der Wiener Volksoper. Im März 1926 kehrte er nach Berlin und auf seine Stelle als Generalmusikdirektor an der Staatsoper Unter den Linden zurück.
Mit besonderer Genehmigung Hermann Görings konnte der Berliner Generalintendant Heinz Tietjen Leo Blech trotz seiner jüdischen Herkunft während der NS-Herrschaft weiter beschäftigen. So dirigierte dieser an der Staatsoper bis zum April 1937 insgesamt 2.846 Vorstellungen. 1937 wurde seine Ablösung immer energischer betrieben und er wurde – formal „aus Altersgründen“ – zwangspensioniert. Daraufhin emigrierte Blech zunächst nach Lettland, wo er von 1938 bis 1941 in Riga als Erster Gastdirigent an der Nationaloper höchst erfolgreich zahlreiche Opernaufführungen leitete. Zudem gastierte er beim Estonia-Orchester Tallinn. Er unterrichtete am Lettischen Konservatorium und prägte dort eine ganze Generation junger lettischer Dirigenten, darunter Arvīds Jansons und Leonīds Vīgners. Nach der Besetzung Lettlands durch die Sowjetunion im Sommer 1940 wurde Blech zu Gastspielen nach Moskau und Leningrad eingeladen. Bedingt durch den großen Erfolg wurde er gebeten, das Moskauer Konservatorium als Direktor zu übernehmen. Er lehnte jedoch ab, kehrte nach Riga zurück, das im Juni 1941 von deutschen Truppen erobert wurde. Die Deportation des Ehepaars Blech ins Ghetto Riga stand unmittelbar bevor. Auf Vermittlung Tietjens, mit Billigung Görings und Unterstützung der Schwedischen Gesandtschaft konnten er und seine Frau im September 1941 über Berlin heimlich nach Schweden emigrieren.
An der Königlichen Oper in Stockholm, wo er bereits seit 1925 regelmäßig dirigiert hatte und im Juni 1935 zum Hofkapellmeister ernannt worden war, erlebte Blech eine erfolgreiche Alterskarriere, die in seiner Interpretation der Opern von Giuseppe Verdi und Richard Wagner gipfelte. In Stockholm war er Gründungs- und Ausschussmitglied des Freien Deutschen Kulturbundes.
Anfang 1946 nahm Blech Kontakt mit dem neuen Intendanten der Berliner Staatsoper Ernst Legal auf, es kam jedoch aus verschiedenen Gründen zu keiner erneuten Zusammenarbeit. Im September 1949 kehrte Blech auf Einladung Tietjens endgültig nach Berlin zurück und begann am 18. Oktober 1949 als Generalmusikdirektor an der Städtischen Oper in Charlottenburg mit einer eigenen Neuinszenierung von Carmen. 1951 dirigierte er in einer Festaufführung zu seinem 80. Geburtstag seine beiden Opern-Einakter Das war ich und Versiegelt. Daneben leitete Blech wieder die Berliner Philharmoniker, so in mehreren Serenaden im Hof des Jagdschlosses Grunewald.
Im Sommer 1953 zwangen ihn ein sich verschlimmerndes Gehörleiden und ein Sturz vom Dirigentenpult seine Karriere zu beenden. Er verstarb im Jahre 1958 in Berlin und wurde auf dem Friedhof Heerstraße (Abteilung 20 Wald 1e) beerdigt.
Seit 1899 war Blech mit der Sopranistin Martha Frank-Blech (* 1871 in Sondershausen; † 1962 in Berlin) verheiratet. Der Sohn Wolfgang (* 1904 in Prag; † 1988 in Los Angeles) wurde Kaufmann und emigrierte 1936 in die USA. Die Tochter Luise (Lisel) (* 1913 in Berlin-Charlottenburg; † 2006 in Stockholm) wurde wie ihre Mutter Sängerin (Sopran).  Luise war von 1934 bis 1939 in erster Ehe mit dem ungarischen Pianisten Arpád Sándor (1896–1972) verheiratet. Sie emigrierte 1936 nach Schweden und heiratete 1939 in Stockholm den deutsch-schwedischen Dirigenten Herbert Sandberg (1902–1966), einen Schüler ihres Vaters.

## Ehrungen

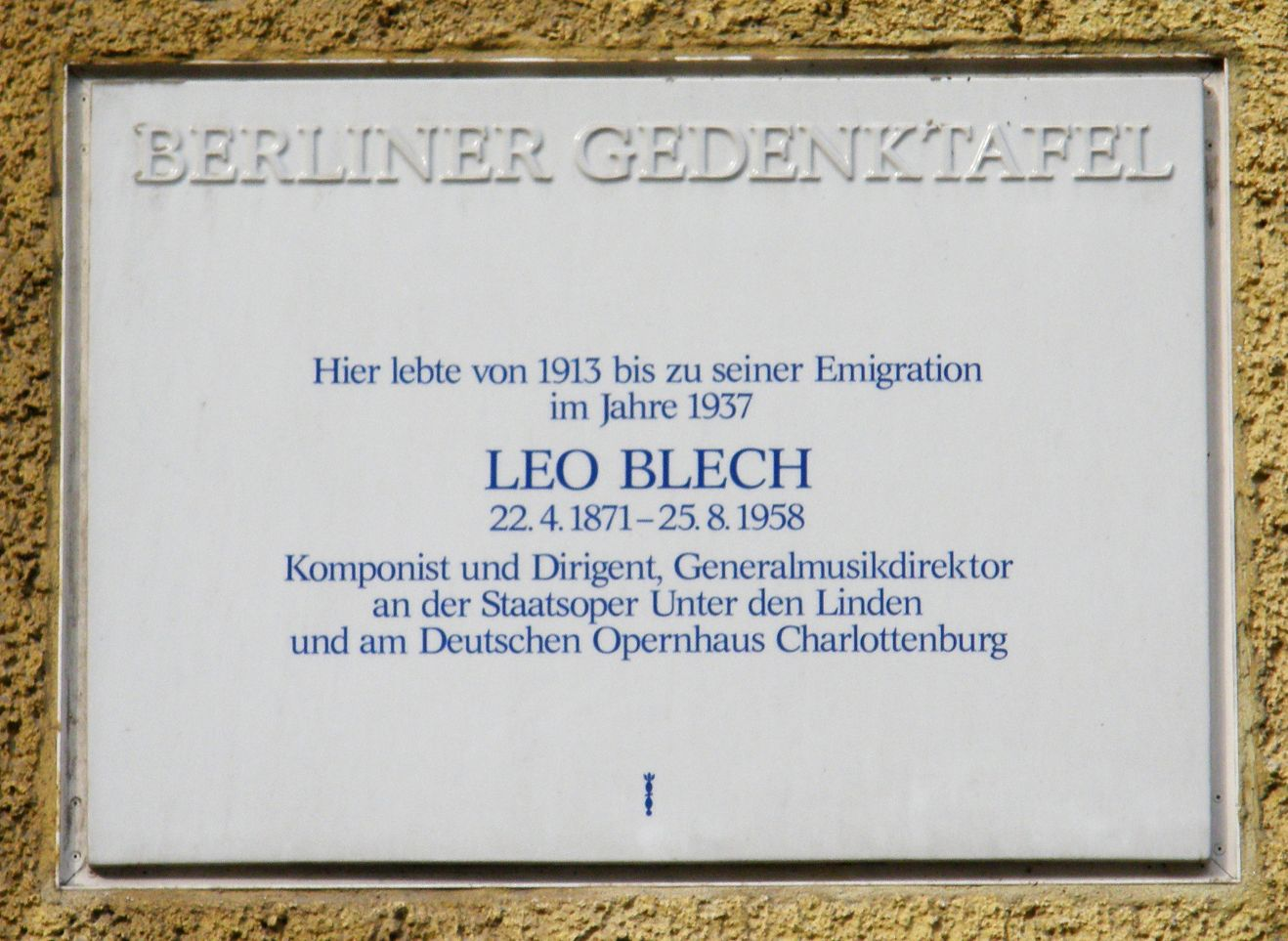
Berliner Gedenktafel

1908 wurde Leo Blech durch Kaiser Wilhelm II. mit dem preußischen Roten Adlerorden IV. Klasse ausgezeichnet.
Im Schweden wurde er 1930 zum Mitglied der Königlich Schwedischen Akademie für Musik ernannt, 1931 Kommandeur des Königlichen Wasaodens.
Von 1931 bis 1937 war Blech Ehrenmitglied des Stadttheaters Aachen, 2022 wurde diese Ehrenmitgliedschaft wiederhergestellt.
Zu seinem 80. Geburtstag im April 1951 wurde ihm vom Berliner Senat der Professorentitel an der Hochschule für Musik verliehen. Im Januar 1953 wurde Blech mit dem Großen Verdienstkreuz der Bundesrepublik Deutschland ausgezeichnet, 1956 erhielt er anlässlich seines 85. Geburtstages den gleichen Orden mit Stern.
1957 wurde er Ehrenmitglied der Berliner Städtischen Oper.
Das Land Berlin hatte Blechs Grab 1958 als Ehrengrab eingerichtet und gepflegt, das galt zunächst für die Dauer von 50 Jahren. Der Status einer Ehrengrabstätte wird nach den Verwaltungsvorschriften alle 20 Jahre überprüft. Die Senatsverwaltung hatte bereits vor dem Jahr 2013 befunden, „dass ein fortlebendes Andenken in der allgemeinen Öffentlichkeit über den Zeitraum eines Jahrhunderts hinaus“ nicht zu erwarten sei. Deshalb wurde der Grabstein Anfang 2013 abgesägt und die Grabstelle mit dem Grab des Germanisten Peter Wapnewski neu belegt. Proteste engagierter Musikfreunde konnten das nicht verhindern.
Einige Musikpublizisten schlossen sich daraufhin zusammen, um Leo Blech mit einer Publikation ein neues Denkmal zu setzen, finanziert durch die Spendenaktion „Blechen für Blech“. Dank privater Initiativen wurde der Grabstein gegenüber seinem ehemaligen Standort wieder aufgerichtet. Der Plan der Senatsverwaltung für Kultur, Leo Blech auf dem Friedhof ein angemessenes Andenken zu ermöglichen, wurde jedoch nicht umgesetzt.

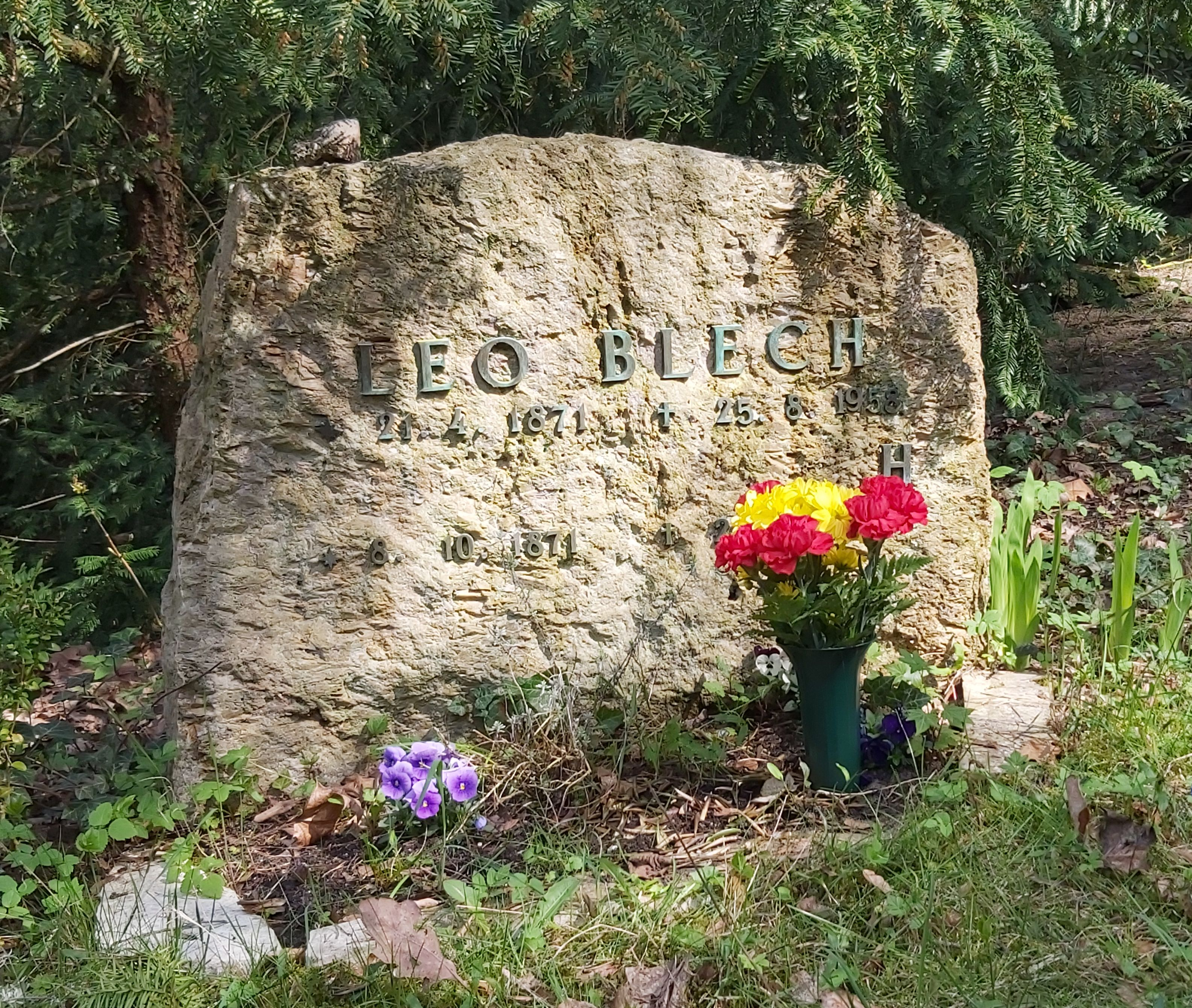
Grabstein, Berlin, Friedhof Heerstraße, April 2021

Im Juli 1959 wurde im Berliner Ortsteil Grunewald ein Platz nach Leo Blech benannt, im Aachener Stadtteil Kronenberg gibt es die Leo-Blech-Straße.
Im Oktober 1987 wurde eine Berliner Gedenktafel durch die Bezirksverwaltung Charlottenburgs an seinem Wohnhaus in der Mommsenstraße 6 angebracht.
Aus Anlass seines 150. Geburtstags im April 2021 gaben die Blechbläser der Staatskapelle im Gartenhof dieses Hauses ein Ständchen für Leo Blech.

## Kompositionen
Als Komponist wurde Blech vor allem durch seine Vokalmusik bekannt: zwischen 1892 und 1908 komponierte er 7 Opern, meist in Zusammenarbeit mit dem Prager Librettisten Richard Batka, 1917 folgte mit Rappelkopf eine Neufassung von Alpenkönig und Menschenfeind, 1918 entstand als letztes eigenes Bühnenwerk eine Operette: Die Strohwitwe.
Unter seinen zahlreichen Liedkompositionen waren vor allem die 6 Folgen Kinderlieder, der Liedchen, großen und kleinen Kindern vorzusingen, bei Sängern und Publikum beliebt.
Von seinen wenigen Orchesterkompositionen konnte sich die Waldwanderung am längsten im Repertoire halten.
Im Schott-Verlag erschienen zwischen 1896 und 1900 einige Kompositionen unter dem Pseudonym Max Frank.

### Lieder
- op. 7, Nr. 1–2: Zwei Lieder (1898). Altdeutsches Liebeslied, s'schalf'rige Deandl
- op. 9a: Drei Lieder (1902). Ich hab' geliebt, Aus der Ferne in die Nacht, Zum Schluss
- op. 9b: Drei Meisterlieder. Liedbearbeitungen (1902). Mailied, Verlorne Lieb, Todessehnsucht
- op. 15a: Zwei Lieder (1909). Abendlied, Volksliedchen
- op. 16: Drei Lieder (1907). Wiegenlied für meinen Jungen, Liebesprobe, Sommerlaube
- op. 17: Der galante Abbé. Chansons und Lieder von Emmy Destinn (1907)
- op. 19: Drei Lieder (1910). Schelmenliedchen, Ghasel, Liebes-Noten
- op. 20: Drei Lieder (1913). Tausend Sterne, Trennung, Der Kuß
- … Liedchen grossen und kleinen Kindern vorzusingen. Für Gesang und Klavier von Leo Blech:
  - op. 21: Acht Liedchen. Erste Folge (1913)
  - op. 22: Acht Liedchen. Zweite Folge (1915)
  - op. 24: Acht Liedchen. Dritte Folge (1916)
  - op. 25: Acht Liedchen. Vierte Folge (1917)
  - op. 27: Neun Liedchen. Fünfte Folge (1924)
  - op. 28: Neun Liedchen. Sechste Folge (1926)

Dazu zahlreiche Einzelveröffentlichungen ohne Opuszahl, u. a. in Jahrbüchern, Zeitschriften und sonstigen Sammelwerken.

### Bühnenwerke
- Aglaja. Oper in einem Akt. Text von D[avid] Kunhardt
  - Uraufführung: 4. Oktober 1893, Stadttheater Aachen. Dirigent: Blech
- Cherubina. Oper in zwei Akten von D[avid] Kunhardt
  - Uraufführung: 21. Dezember 1894, Stadttheater Aachen. Dirigent: Blech
- Nero. Oper, entstanden 1898, Partitur vermutlich verschollen
  - Uraufführung: geplant für Frühjahr 1899 in Berlin[34]
- Das war ich! Dorfidylle in einem Aufzuge nach Joh[ann] Hutt von Richard Batka, op. 12
  - Uraufführung: 6. Oktober 1902, Königliches Opernhaus Dresden. Dirigent: Ernst von Schuch
- Alpenkönig und Menschenfeind. [Romantische Oper] in drei Aufzügen nach F. Raimund von Richard Batka, op. 14
  - Uraufführung: 1. Oktober 1903, Königliches Opernhaus Dresden. Dirigent: Ernst von Schuch
  - Gesamtaufnahme auf CD: Ronan Collett, Hrólfur Sæmundsson, Sonja Gornik, Irina Popova, Tilman Unger, Anne-Aurore Cochet, Hyunhan Hwang. Opernchor Aachen, Sinfonieorchester Aachen, Leitung: Christopher Ward. Aufnahme: Aachen, Mai 2021. Capriccio C5478 (2022)
- Aschenbrödel. Ein Märchen in drei Aufzügen von Richard Batka, op. 15
  - Uraufführung 26. Dezember 1905, Neues Deutsches Theater Prag. Dirigent: Blech
- Versiegelt. Komische Oper in einem Akt nach Raupach von Richard Batka und Pordes-Milo, op. 18
  - Uraufführung: 4. November 1908, Hamburger Stadt-Theater. Dirigent: Blech
  - Gesamtaufnahme auf CD: Horst Günter, Elisabeth Söderström, Imgard Huber, Ursula Zollenkopf, Kurt Wehofschitz, Sigmund Roth, Karl Otto, Ernst Max Lühr. Chor des NWDR. Hamburger Rundfunkorchester, Leitung Herbert Sandberg. Rundfunkaufnahme, Hamburg, Juni 1954. Cantus Classics 5.01282 (2010)
- Rappelkopf (Berliner Fassung von 'Alpenkönig und Menschenfeind'). Oper in 3 Aufzügen nach F. Raimund von Richard Batka. [Neufassung des Textes von Georg von Hülsen-Haeseler]
  - Uraufführung: 2. Oktober 1917, Königliches Opernhaus Berlin. Dirigent: Blech
- Die Strohwitwe. Operette in drei Akten von August Neidhart, op. 26
  - Uraufführung: 16. Juni 1920, Hamburger Stadt-Theater. Dirigent: Egon Pollak
- Mister Wu. Oper in drei Akten von M. Karlev [d. i. Karl Michael von Levetzow]. Instrumentierung und Vollendung der Oper nach vorhandenen Skizzen von Eugen d’Albert
  - Uraufführung 29. September 1932, Opernhaus Dresden. Dirigent: Blech

### Orchesterwerke
- Die Nonne. Symphonische Dichtung für großes Orchester, angeregt durch das gleichnamige Gedicht von Otto Julius Bierbaum, op. 6. Entstanden Aachen, 1898
  - Aufführungen: Uraufführung unter Gustav Kogel, Frankfurter Museumsgesellschaft (Frankfurt a. M., 29. Januar 1899); Blech, Orchester des Kgl. deutschen Landestheaters (Prag, 4. Januar 1900); Ernst von Schuch, Königliche Kapelle (Dresden, 21. Dezember 1900); Karl Panzner, Blüthner-Orchester (Berlin, 16. November 1908)
- Trost in der Natur. Barcarole für Orchester, op. 7 [Nr. 3]. Vollendet Aachen, 3. Juni 1900
  - Uraufführung unter Blech, Orchester des Kgl. deutschen Landestheaters (Prag, 24. Januar 1901); weitere Aufführungen: Richard Strauss, Tonkünstler-Orchester (Berlin, 10. Februar 1902), Ernst von Schuch, Königliche Kapelle (Dresden, Frühjahr 1902), Willem Mengelberg, Concertgebouw-Orchester (Amsterdam, 15. Oktober 1905)
- Waldwanderung. Stimmungsbild für Orchester, op. 8 Nr. 1. Entstanden Aachen, 1901
  - Uraufführung unter Blech, Orchester des Kgl. deutschen Landestheaters (Prag, 20. November 1901); weitere Aufführungen: Tonkünstler-Versammlung Krefeld (7. Juni 1902); Richard Strauss, Tonkünstler-Orchester (Berlin, 7. April 1903) und Königliche Kapelle (Berlin, 8. November 1912); Willem Mengelberg, Concertgebouw-Orchester (Amsterdam, 13. Oktober 1904); Erich Kleiber, Staatskapelle (Berlin, 27. Februar 1931)
  - Günter Blumhagen, Großes Rundfunkorchester Berlin: Rundfunkaufnahme 1987
- Zwei Militärmärsche op. 23 für Orchester. Berlin, 1915
  - Uraufführung unter Blech, verstärkte Bataillonskapelle (Berlin, Admiralspalast, 5. April 1916). Benefizkonzert für das Ersatzbataillon des 
Reserve-Infanterie-Regiments 203[35]

## Tondokumente

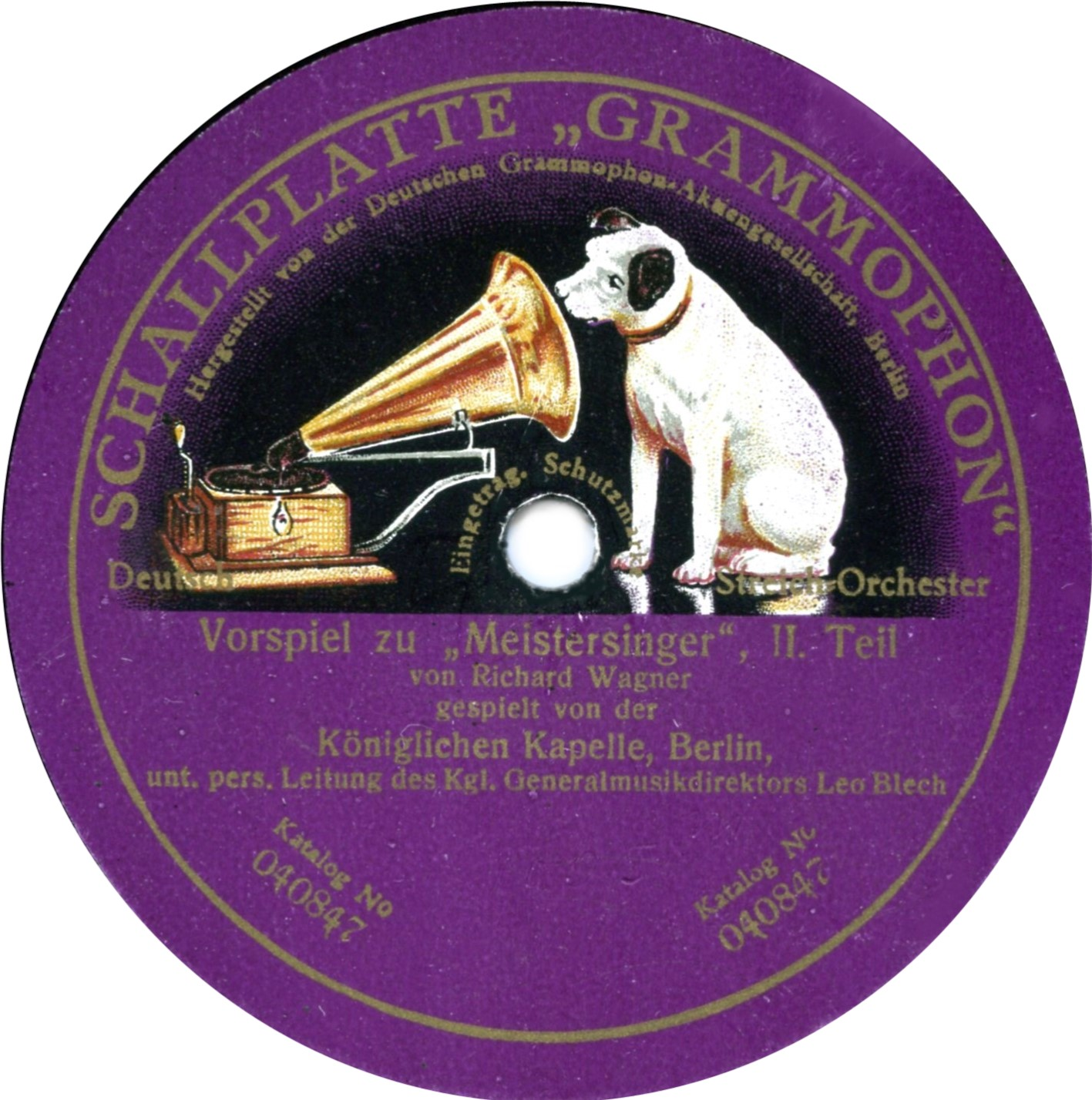
Eine der ersten Schallplatten Blechs, Berlin Sommer 1916

Im Sommer 1916 absolvierten Leo Blech und die Königliche Kapelle Berlin ihr Schallplattendebüt. Mit diesem Orchester, dem späteren Orchester der Staatsoper Berlin bzw. der Staatskapelle Berlin machte Blech bis zum Sommer 1935 noch hunderte weiterer Aufnahmen für die Deutsche Grammophon und die Electrola.
Oftmals begleitete er damalige Staatsopernstars wie Erna Berger, Maria Ivogün, Barbara Kemp, Frida Leider, Tiana Lemnitz, Sigrid Onegin, Lotte Schöne, Alexander Kipnis, Lauritz Melchior, Heinrich Schlusnus oder Friedrich Schorr. Auch die Aufnahmen der Violinkonzerte von Beethoven, Brahms und Mendelssohn mit Fritz Kreisler und Leo Blech wurden bis heute regelmäßig wiederveröffentlicht.
Mit den Berliner Philharmonikern arbeitete er von 1921 bis 1932 auf Grammophon, Electrola und Ultraphon/Telefunken zusammen, das Orchester des Deutschen Opernhauses Berlin / der Städtischen Oper Berlin leitete er 1924 auf Grammophon und 1932/33 auf Pallas.
Während Gastspielreisen entstanden in London 1927 und 1931 Aufnahmen mit dem London Symphony Orchestra für His Master’s Voice.
1947 folgten in Genf Aufnahmen mit dem Orchestre de la Suisse Romande für Decca. Letzte kommerzielle Aufnahmen fanden 1950 wiederum mit dem Orchester der Städtischen Oper Berlin für Tefi statt, sie wurden Mitte der 1960er Jahre bei Elite Special auf LP veröffentlicht.
Einige Rundfunkaufnahmen mit dem RIAS-Symphonie-Orchester vom Anfang der 1950er Jahre sind auf CD erhältlich.
In einer frühen Tonfilmaufnahme von 1932 dirigiert Blech die Ouvertüre zu Die Meistersinger von Nürnberg, 1933 folgte eine Filmaufnahme von „Vorspiel und Liebestod“ aus Tristan und Isolde.
Neben zahlreichen Ouvertüren und Szenen aus Opern finden sich auf Schallplatte:
- Ludwig van Beethoven: Violinkonzert, Ouvertüren zu Egmont, Coriolan, Leonore Nr. 3
- Hector Berlioz: Römischer Karneval
- Georges Bizet: „L'Arlésienne“. Konzertsuiten Nr. 1 und Nr. 2
- Johannes Brahms: Violinkonzert, Ungarische Tänze Nr. 5 und 6
- Antonín Dvořák: Slawische Tänze op. 46
- Edvard Grieg: Norwegische Tänze, Peer-Gynt-Suiten Nr. 1 und 2
- Joseph Haydn: Sinfonien Nr. 88 und Nr. 94
- Franz Liszt: Les Préludes, Ungarische Rhapsodie Nr. 1
- Jules Massenet: Scènes pittoresques
- Felix Mendelssohn Bartholdy: Violinkonzert (Grammy Hall of Fame Award 1998), Hebriden-Ouvertüre, Meeresstille und glückliche Fahrt, aus der Schauspielmusik zu „Ein Sommernachtstraum“
- Wolfgang Amadeus Mozart: Divertimenti, Serenaden (u. a. ‚Eine kleine Nachtmusik’), Maurerische Trauermusik und die Sinfonie Nr. 34
- Franz Schubert: Sinfonie Nr. 5 B-Dur D.485; Sinfonie Nr. 8 h-Moll D.759 „Unvollendete“; Sinfonie Nr. 9 C-Dur D.944; aus der Schauspielmusik zu „Rosamunde“
- Bedřich Smetana: Die Moldau
- Johann Strauss: diverse Walzer
- Richard Strauss: Tod und Verklärung
- Peter Tschaikowsky: Festouvertüre 1812, Sinfonie Nr. 5, Streicherserenade
- Carl Maria von Weber: Aufforderung zum Tanz, Jubel-Ouvertüre

Veröffentlichungen auf CD:
- Leo Blech conducts Berlioz, Smetana, Liszt, Schubert. Koch Legacy 3-7072-2 (1991)
- Mozart-Raritäten in Erstaufnahmen 1927–1931. Archiphon ARC-135 (2004)
- Blech conducts Tchaikovsky. Pristine Audio PASC 181 (2009)
- Chopin: Piano concerto no. 2; Schubert: Symphony no. 9 ‘great’. Julian von Károlyi, piano. Audite 95.640 (2011)
- Overtures and dances. London Symphony Orchestra. Pristine Audio PASC 354 (2012)
- Klemperer and Blech conduct Richard Strauss. Pristine Audio PASC 419 (2014)
- Wagner: The potted Ring. Vol. 1 und 3. Pristine Audio PACO 107/118 (2014)
- 450 years Staatskapelle Berlin: great recordings. CD 2: Leo Blech (Werke von Mozart, Bizet und Wagner). Deutsche Grammophon 00289 483 7887 (2020)
- Leo Blech – 150th anniversary album. Pristine Audio PASC 627 (2021)
- Leo Blech: complete orchestral works, orchestral songs. Sonja Gornik (Sopran). Opernchor Aachen. Sinfonieorchester Aachen, Christopher Ward (Dirigent). Capriccio C5481 (2022)